# 亞歷山大·科爾金
亞歷山大·尼古拉耶維奇·科爾金（俄语：Александр Николаевич Коркин，1837年3月3日—1908年9月1日）是一名俄羅斯數學家。他對偏微分方程的發展做出了貢獻，在聖彼得堡數學學校的創始人中僅次於帕夫努季·切比雪夫。他的學生包括葉戈爾·佐洛塔廖夫。

## 外部連結
- 約翰·J·奧康納; 埃德蒙·F·羅伯遜, ,  （英语）
- 亞歷山大·科爾金在數學譜系計畫的資料。
- Korkin's Biography 的存檔，存档日期2014-12-19., the St. Petersburg University Pages (in Russian, but with an image)